# (11196) Michanikos
(11196) Michanikos est un astéroïde de la ceinture principale.

## Description
(11196) Michanikos est un astéroïde de la ceinture principale. Il fut découvert le 22 janvier 1999 à Reedy Creek par John Broughton. Il présente une orbite caractérisée par un demi-grand axe de 2,75 UA, une excentricité de 0,07 et une inclinaison de 4,6° par rapport à l'écliptique.

## Compléments